# فريدريك تشارلز لينكولن
فريدريك تشارلز لينكولن (بالإنجليزية: Frederick Charles Lincoln)‏ هو عالم حيوانات وعالم طيور أمريكي، ولد في 5 مايو 1892 في دنفر في الولايات المتحدة، وتوفي في 16 سبتمبر 1960 في واشنطن العاصمة في الولايات المتحدة.